# Barbara Elisabeth Schubart
Barbara Elisabeth Schubart, auch Barbara Elisabeth Schubert (getauft am 17. April 1625 in Düben; † zwischen 1695 und 1716) war eine deutsche christliche Poetin.

## Leben
Sie war eine Tochter des kurfürstlich sächsischen Amtsschössers zu Düben Johann Schubart († um 1637) und der ihm 1623 angetrauten Victoria Behle (1607–1665), Landrichtertochter aus Torgau. Nach dem Tod ihres Mannes ehelichte die Mutter 1640 den nachfolgenden Amtsschösser Magister Balthasar Brodkorb (1608–1662). Die Schulbildung erhielt die kleine Schubartin sicher zusammen mit ihren Geschwistern durch ihren Vater, eventuell von Privatlehrern und sodann ihrem Stiefvater. Am 23. November 1647 heiratete die Schubartin Balthasar Luppe, den Sohn des ehemaligen Bürgermeisters von Delitzsch. Wo das Paar danach seinen Wohnsitz nahm, blieb bislang unbekannt; vermutlich war es Leipzig.
Damit ist der gesamte weitere eigentliche Lebensweg der Schubartin unbekannt. Nach einer Quelle wurde sie später als verwitwete „Tschepplin“ bezeichnet, was bedeutet, dass sie eine zweite Ehe eingegangen war. Allerdings kann diese Bezeichnung auch im Alter von ihr als ironisch prosaische Selbstbezeichnung gedient haben, da der Namen aus dem Slawischen übersetzt „Einfältige“ bedeutet.
Im Laufe der Zeit hat sich die poetisch talentierte Frau jedenfalls offensichtlich selbst weitergebildet, was eventuell mit Unterstützung, jedoch sicher Duldung ihres Mannes geschah. 1674 brachte sie ihr erstes Andachtsbuch heraus, dem ein zweites 1695 folgte. Heute noch bekannt und veröffentlicht sind mehrere Gedichte. Ihre Schriften brachte die Schubartin unter ihrem Mädchennamen heraus, was vielleicht zur Ehrung ihres jung verstorbenen Vaters, welcher ihr die erste Bildung ermöglichte, erfolgte.
Barbara Elisabeth Schubart war im 17. Jahrhundert die einzige Dichterin der mitteldeutschen Region und eine der ganz wenigen jener Zeit im gesamten deutschen Raum überhaupt, die mit Veröffentlichungen, was auch eine große Geschäftstüchtigkeit erforderte, an die Öffentlichkeit trat.

## Werke
- Jesum liebender Tugend-Seelen geistliche Hertzen-Zufriedenheit in allerhand Fällen auf eines jeden Noth und Anliegen gerichtet Gebet Reime und Gesänge. Leipzig 1674; Nürnberg 1687, 1699, 1716.
- Die Höchst-nützliche Creutzes-Probe der Gläubigen Kinder Gottes in allerhand Zufällen vor ein jedes Anliegen in Geist-eifrigen Gebeten, Hertz-brechenden Schluß-Reimen und Andachts-vollen Liedern, wie auch heilsamen Betrachtungen bestehend. Nürnberg 1695
- Kampf und Sieg im Leiden (Gedicht)
- Der vergnügte Christ (Gedicht)[3]
- Ach Gott, wie bin ich so verzagt (Gedicht 1687)[4]
- Walt's Gott in dieser Morgenstund (Gedicht)[5]